# Boletina (geslacht)
Boletina is een muggengeslacht uit de familie van de paddenstoelmuggen (Mycetophilidae).

## Soorten
- B. abdita Plassmann, 1980
- B. abdominalis Adams, 1903
- B. akpatokensis Edwards, 1933
- B. anderschi Stannius, 1881
- B. antica Garrett, 1924
- B. antoma Garrett, 1924
- B. arctica Holmgren, 1872
- B. atra Cole, 1921
- B. atridentata Polevoi & Hedmark, 2004
- B. augusta Chandler & Blasco-Zumeta, 2001
- B. basalis (Meigen, 1818)
- B. birulai Lundström, 1915
- B. borealis Zetterstedt, 1852
- B. brevicornis Zetterstedt, 1852
- B. cincticornis (Walker, 1848)
- B. conformis Siebke, 1864
- B. cordata Polevoi & Hedmark, 2004
- B. cornuta Zaitzev, 1994
- B. crassicauda Van Duzee, 1928
- B. delicata Johannsen, 1912
- B. differens Garrett, 1924
- B. digitata Lundstrom, 1914
- B. dispecta Dziedzicki, 1885
- B. dissipata Plassmann, 1986
- B. dubia (Meigen, 1804)
- B. edwardsi Chandler, 1992
- B. erythropyga Holmgren, 1883
- B. falcata Polevoi & Hedmark, 2004
- B. fennoscandica Polevoi & Hedmark, 2004
- B. fuscula Holmgren, 1883
- B. gracilis Johannsen, 1912
- B. gripha Dziedzicki, 1885
- B. griphoides Edwards, 1925
- B. groenlandica Staeger, 1845
- B. gusakovae Zaitzev, 1994
- B. hedstroemi Polevoi & Hedmark, 2004
- B. hopkinsii (Coquillett, 1895)
- B. imitator Johannsen, 1912
- B. inops Coquillett, 1900
- B. intermedia Lundstrom, 1918
- B. jamalensis Zaitzev, 1994
- B. joosti Plassmann, 1986
- B. jucunda Garrett, 1924
- B. kivachiana Polevoi & Hedmark, 2004
- B. kowarzi Stackelberg, 1943
- B. kurilensis Zaitzev, 1994
- B. landrocki Edwards, 1924
- B. lapponica Polevoi & Hedmark, 2004
- B. longicornis Johannsen, 1912
- B. lundbecki Lundstrom, 1912
- B. lundstroemi Landrock, 1912
- B. maculata Holmgren, 1870
- B. magna Garrett, 1925
- B. melancholica Johannsen, 1912

- B. minuta Polevoi in Zaitzev & Polevoi, 1995
- B. montana Garrett, 1924
- B. moravica Landrock, 1912
- B. nacta Johannsen, 1912
- B. nasuta (Haliday, 1839)
- B. nigravena Chandler & Ribeiro, 1995
- B. nigricans Dziedzicki, 1885
- B. nigricoxa Stæger, 1840
- B. nigripes Bukowski, 1934
- B. nigrofusca Dziedzicki, 1885
- B. nitida Grzegorzek, 1885
- B. nitiduloides Zaitzev, 1994
- B. notescens Johannsen, 1912
- B. obesula Johannsen, 1912
- B. obscura Johannsen, 1912
- B. onegensis Polevoi in Zaitzev & Polevoi, 1995
- B. oreadophila Chandler, 1995
- B. oviducta (Garrett, 1924)
- B. pallidula Edwards, 1925
- B. pectinunguis Edwards, 1932
- B. plana Walker, 1856
- B. polaris Lundstrom, 1915
- B. populina Polevoi in Zaitzev & Polevoi, 1995
- B. profectus Shaw and Fisher, 1952
- B. pseudonitida Zaitzev, 1994
- B. punctus Garrett, 1925
- B. rejecta Edwards, 1941
- B. sahlbergi Lundstrom, 1906
- B. sciarina Staeger, 1840
- B. sedula Johannsen, 1912
- B. shermani Garrett, 1924
- B. silvatica Dziedzicki, 1885
- B. sobria Johannsen, 1912
- B. struthioides Polevoi & Hedmark, 2004
- B. subatra Fisher, 1938
- B. subtriangularis Polevoi & Hedmark, 2004
- B. takagii Sasakawa & Kimura, 1974
- B. tiroliensis Plassmann, 1980
- B. triangularis Polevoi in Zaitzev & Polevoi, 1995
- B. tricincta Loew, 1869
- B. trispinosa Edwards, 1913
- B. trivittata (Meigen, 1818)
- B. unusa Garrett, 1924
- B. verticillata Stackelberg, 1943
- B. villosa Landrock, 1912